# Prix littéraires de l'Institut maçonnique de France
Les prix littéraires de l'Institut maçonnique de France sont délivrés chaque année depuis 2005 par l'Institut maçonnique de France (IMF) à l'occasion du Salon maçonnique du livre, organisé chaque année à Paris par l'IMF. L'Institut regroupe les principales obédiences de la franc-maçonnerie française. Ces prix constituent en France les prix littéraires de référence dans le domaine de la franc-maçonnerie.

## Catégories
Les prix littéraires relèvent de plusieurs catégories : « essais philosophique ou sociétal », « histoire », « symbolisme » « beaux livres » et le « Prix Humanisme », récompensant un auteur non-maçon ayant défendu dans un ouvrage des idées et valeurs proches de celles de la franc-maçonnerie.

## Liste des prix

### Liste des prix de 2005 à 2009
Prix littéraires de 2005
- Essai - Humanisme (Prix Humanisme)
  - Jean-Claude Guillebaud pour « La force de conviction », Éd. Le Seuil, septembre 2005.
- Essai - Philosophie
  - Georges Lerbet et René Le Moal pour « La Franc-Maçonnerie. Une Quête spirituelle et philosophique », Éd. Armand Colin, juin 2005.
- Histoire
  - Margaret C. Jacob pour « Les Lumières au Quotidien – Franc-Maçonnerie et Politique au Siècle des Lumières », Éd. À l'orient, mars 2004.
- Prix spécial du jury « Année de la laïcité »
  - Jacqueline Lalouette pour « La Séparation des Églises et de l'État », Éd. Le Seuil, avril 2005.

Prix littéraires de 2006
- Prix Humanisme
  - Tzvetan Todorov pour « L’Esprit des Lumières ».
- Essai - Philosophie
  - Bruno Étienne pour « La Spiritualité Maçonnique ».
- Histoire - Beaux-livres
  - Pierre Mollier pour « La Chevalerie Maçonnique ».
- Prix spécial du jury
  - Daniel Béresniak pour l’ensemble de son œuvre.

Prix littéraires de 2007
- Essai - Philosophie
  - Jean-Pierre Bacot pour « Les sociétés fraternelles », Éd. Dervy.
- Histoire
  - Andrée Buisine pour « Les hauts grades au féminin », Conform Éditions.
- Beaux-livres
  - Jean Erceau pour « Les jardins initiatiques du château de Versailles », Éd. Thalia.
- Fiction
  - « Le Triangle secret », Éd. Glénat.
- Prix spécial du jury
  - Daniel Ribes, pour son œuvre éditoriale et sa carrière.

Prix littéraires de 2008
- Prix Humanisme
  - Axel Kahn et Christian Godin pour « L’Homme, le bien et le mal », Éd. Stock.
- Essai
  - Joël Gregogna pour « Corto l’initié », Éd. Dervy.
- Histoire
  - Bruno Étienne pour « Abd El-Kader et la Franc-maçonnerie », Éd. Dervy.
- Beaux-livres
  - Marc Labouret pour « Les Métaux et la Mémoire. La Franc-maçonnerie française racontée par ses jetons et médailles », Éd. Platt.
- Fiction
  - Jean-François Pluviaud pour « Heurs et malheurs du grand architecte de l’univers », Éd. Dervy.
- Prix spécial du jury
  - Roger Dachez pour « L’Invention de la Franc-maçonnerie », Éd. Véga.

Prix littéraires de 2009
- Prix Humanisme
  - Blandine Kriegel pour « Querelle française », Éd. Grasset.
- Essai - Symbolisme
  - Frédéric Vincent pour « Le voyage initiatique du corps », Éd. Detrad.
- Histoire - Beaux-livres
  - Pierre François Pinaud pour « Les musiciens francs-maçons sous le règne de Louis XVI », Éd. Véga.
- Prix spécial du jury
  - « La Peau, l’Or et la Soie - Les décors maçonniques du 18e au 21e siècle », collectif, Éd. Les passeurs de Lune, en collaboration avec la GLF

### Liste des prix de 2010 à 2014
Prix littéraires de 2010,
- Prix Humanisme
  - Luc Ferry pour « La révolution de l’amour, pour une spiritualité laïque », Plon.
- Essai - Symbolisme
  - Christophe Bourseiller pour « Un maçon franc, récit secret », Éd. Alphée.
- Histoire - Beaux-livres
  - Pierre Sea et Laure de Neith pour « La symphonie Alchimique », Éd. de La Hutte.
- Prix spécial du jury
  - Alain Bauer, « Dictionnaire amoureux de la Franc-maçonnerie », Plon.

Prix littéraires de 2011
- Prix Humanisme
  - Pierre Zaoui pour « La traversée des catastrophes », Éd. du Seuil.
- Essai - Symbolisme
  - Brigitte Castella pour « De la mixité en franc-maçonnerie : histoire, mythes, sociologie », Éd. Detrad/AVS.
- Histoire - Beaux-livres
  - Alain Bernheim pour « Le rite en 33 grades », Éd. Dervy.
- Prix spécial du jury
  - « Le grand livre illustré du patrimoine maçonnique », collectif, Le Cherche midi.
- Prix spécial éditeurs
  - Robert Cooper pour « The Rosslyn Hoax », Éd. de la hutte.

Prix littéraires de 2012
- Prix Humanisme
  - Frédéric Lenoir pour « La guérison du monde », Éd. Fayard.
- Essais
  - Grande Loge féminine de France pour « Cris, révoltes et dévoilements », Éd. Conform.
- Symbolisme
  - Philippe Lepetit pour « Le surréalisme : Parcours souterrain », Éd. Dervy.
- Histoire
  - Ludovic Marcos pour « Histoire illustrée du rite français », Éd. Dervy.
- Prix spéciaux du jury
  - Dominique Jardin pour deux ouvrages complémentaires « Voyages dans les tapis de loge » et « Le temple ésotérique des francs-maçons », Éd. JC Godefroy.
  - Éric Giacometti et Jacques Ravenne pour l’ensemble de leur œuvre.

Prix littéraires de 2013
- Prix Humanisme
  - Alain Touraine pour « La fin des sociétés », Éd. du Seuil.
- Essai
  - Joël Gregogna et Manuel Picaud pour « Bande dessinée, imaginaire et franc-maçonnerie », Éd. Dervy.
- Histoire
  - Florence Mothe pour « Lieux symboliques en Gironde : Trois siècles de franc-maçonnerie à Bordeaux », Éd. Dervy.
- Prix spéciaux du jury
  - Charles Porset et Cécile Révauger pour « Le Monde maçonnique des Lumières » (3 volumes), Éd. Honoré Champion.
  - Jean-Luc Maxence pour « La Franc-maçonnerie : Histoire et dictionnaire », Éd. Robert Laffont.

Prix littéraires de 2014
- Prix Humanisme

Éric Vinson et Sophie Viguier-Vinson pour « Jaurès le prophète : Mystique et politique d'un combattant républicain », Éd. Albin Michel.
- Essai
  - Dominique Jardin pour « La tradition des francs-maçons : Histoire et transmission initiatique », Éd. Dervy.
- Histoire

André Combes pour « Commune de Paris : La franc-maçonnerie déchirée (mars-mai 1871) », Éd. Dervy.
- Beaux-livres
  - Nathalie Kaumann Khelifa pour « De la loge à l’atelier : Peintres et sculpteurs francs-maçons », Éd. du Toucan.
- Prix spécial du jury
  - Jean Verdun, pour l’ensemble de son œuvre.

### Liste des prix de 2015 à 2019
Prix littéraires de 2015
- Prix Humanisme
  - Patrick Weil pour « Le sens de la république », Éd. Grasset.
- Essai - Symbolisme
  - Marie‐Dominique Massoni pour « Du Féminin et de sa quête en franc-maçonnerie », Éd. Detrad.
- Essai - Société
  - Céline Bryon‐Portet et Daniel Keller pour « L'Utopie maçonnique : Améliorer l'homme et la société », Éd. Dervy.
- Histoire
  - Hugues Berton et Christelle Imbert pour « Les Enfants de Salomon : Approches historiques et rituelles sur les compagnonnages et la franc-maçonnerie », Éd. Dervy.
- Beaux-livres
  - GLNF pour « Cent ans de spiritualité maçonnique », Éd. Dervy.
- Prix spécial du jury
  - Jean Moreau pour l’ensemble de son œuvre.

Prix littéraires de 2016
- Prix Humanisme
  - Djemila Benhabib pour « Après Charlie : Laïques de tous les pays, mobilisez-vous ! », H & O Éd..
- Essai - Symbolisme
  - Gaston-Paul Effa pour « Le dieu perdu dans l'herbe : L'animisme, une philosophie africaine », Presses du Châtelet.
- Essai - Philo - Société
  - Bruno Pinchard pour « Philosophie de l'initiation », Éd. Dervy.
- Histoire
  - Dominique Segalen pour « Genèse et fondation de L'Ordre Maçonnique Mixte International Le Droit humain (1866-1916) », Éd. Detrad.
- Beaux-livres
  - Collectif (sous la dir. d'Irène Mainguy) pour « Deux Siècles et Demi d'Histoire du Grand Orient de France », Éd. Internationales du Patrimoine
- Prix spécial du jury
  - Yves Hivert-Messeca pour l’ensemble de son œuvre.

Prix littéraires de 2017,
- Humanisme
  - Marie-José Mondzain pour « Confiscation des mots, des images et du temps : Pour une autre radicalité, Éd. Les Liens qui libèrent.
- Essais et Symbolisme
  - Solange Sudarkis pour « Dictionnaire vagabond de la pensée maçonnique », Éd. Dervy.
- Histoire
  - Pierre Mollier pour « Les hauts grades du Rite Français. Histoire et textes fondateurs : Le Régulateur des Chevaliers maçons », Éd. Dervy.
- Beaux Livres
  - Jean-Claude Momal pour « Trésors de la faïence maçonnique française du XVIIIe siècle », Éd. Dervy.
- Prix spécial du jury
  - Antoine Faivre
- Prix spécial Tricentenaire
  - GLNF, Loge nationale de recherche Villard de Honnecourt pour « Trois cents ans de franc-maçonnerie », Éd. Dervy.

Prix littéraires de 2018,
- Humanisme
  - Françoise Bonardel pour « Jung et la gnose », Éd. Pierre-Guillaume de Roux.
- Essais
  - Alain Queruel pour « De l'alchimie à la franc-maçonnerie », Éd. Cépaduès.
- Symbolisme
  - Jean-Claude Mondet pour « La Genèse : Volume de la connaissance sacrée », Éd. Numérilivre.
- Histoire
  - Colette Leger pour « Les 81 grades qui fondèrent au siècle des Lumières le Rite Français », Éd. Conform.
- Beaux Livres
  - Bernard Roger pour « Paris et l'alchimie », Éd. Dervy.
- Prix spécial du jury
  - André Combes pour l’ensemble de son œuvre.
- Grand prix exceptionnel
  - Emmanuel Kreis pour « Quis ut Deus ? : Antijudéo-maçonnisme et occultisme en France sous la IIIe République », Éd. Les Belles Lettres.

Prix littéraires de 2019,
- Humanisme
  - Najwa El Haïté pour « Laïcité et république : Considérations sur la République Française », Éd. L'Harmattan.
- Essais
  - Alain Queruel pour « Le sacre du noir : imaginaire gothique, imaginaire maçonnique », Éd. du Cosmogone.
- Symbolisme
  - Pierre Pelle Le Croisa pour « Les langages symboliques de l'ésotérisme maçonnique », Éd. Dervy.
- Histoire
  - Thierry Zarcone pour « Le mystère Abd el-Kader : la franc-maçonnerie, la France et l’Islam », Éd. du Cerf.
- Beaux Livres
  - Collectif pour «  La Franc-maçonnerie : les archives de la Grande Loge de France », Éd. Tohu-Bohu.
- Revues (nouveauté 2019)
  - Renaissance traditionnelle.
- Prix spécial du jury
  - Louis Trebuchet pour l’ensemble de son œuvre.